# Bisdom Cyangugu

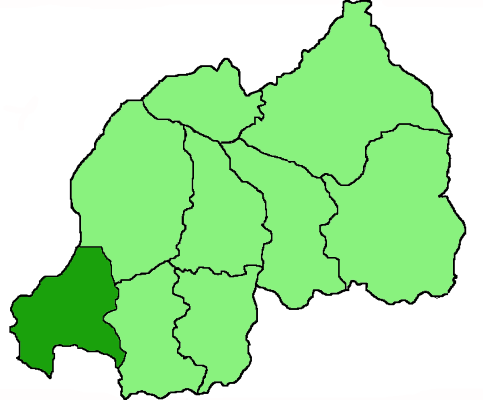
Het bisdom Cyangugu binnen Rwanda

Het bisdom Cyangugu (Latijn: Dioecesis Cyanguguensis) is een rooms-katholiek bisdom met als zetel Cyangugu, de hoofdstad van het district Rusizi in Rwanda. Het bisdom is suffragaan aan het aartsbisdom Kigali.

## Geschiedenis
Het bisdom werd opgericht op 5 november 1981, uit grondgebied van het bisdom Nyundo. 

## Parochies
In 2019 telde het bisdom 17 parochies. Het bisdom had in 2019 een oppervlakte van 1.125 km2 en telde 743.876 inwoners waarvan 40,2% rooms-katholiek was.

## Bisschoppen
- Thaddée Ntihinyurwa (5 november 1981 - 9 maart 1996 )
- Jean Damascène Bimenyimana (2 januari 1997 - 11 maart 2018)
- Edouard Sinayobye (6 februari 2021 - heden)